# Blendenkurve
Blendenkurven sind auf Zoomobjektiven angezeichnete Kurven, die für verschiedene Blendenzahlen die Abhängigkeit der Schärfentiefe von der Brennweite darstellen. Sie werden für die Bestimmung des Schärfebereiches sowie der hyperfokalen Entfernung genutzt. Die Kurven sind auf der Mantelfläche des Objektives in einem zweidimensionalen Diagramm aus Brennweite {\displaystyle f} und Gegenstandsweite {\displaystyle g} angetragen. Pro dargestellter Blendenzahl {\displaystyle k} sind zwei Kurven gezeichnet, eine für den Nahpunkt {\displaystyle d_{n}} und eine für den Fernpunkt {\displaystyle d_{f}}. Meist sind nur für wenige ausgewählte Blendenzahlen Blendenkurven gezeichnet, die Zuordnung der Kurven zu den Blendenzahlen erfolgt meist durch farbliche Codierung.

## Beispiel

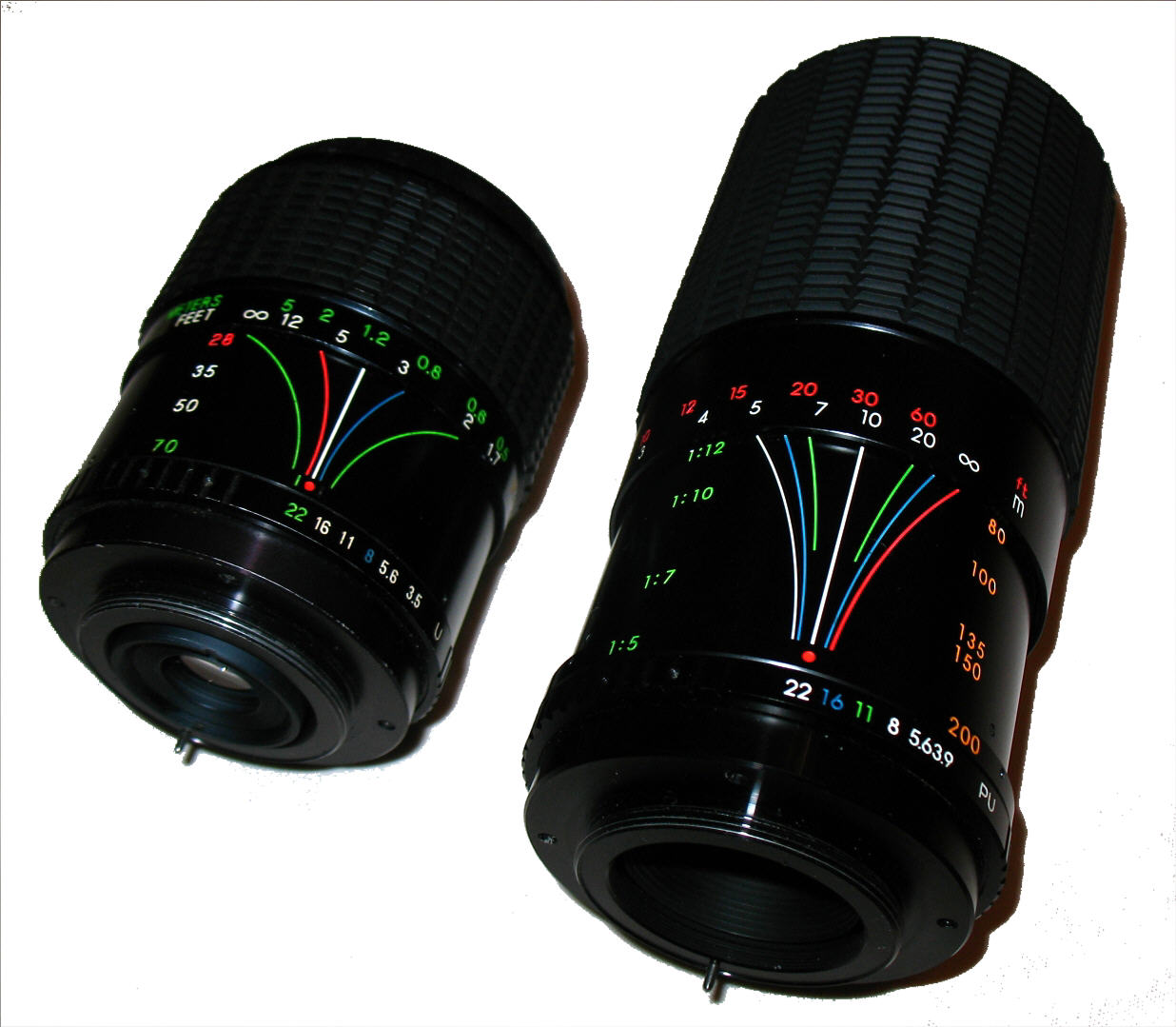
Blendenkurven an manuellen Zoomobjektiven. (links: 28-80 mm, rechts: 80-200 mm)

| Zoomobjektiv 28-80mm: (links im Bild) | Zoomobjektiv 28-80mm: (links im Bild) | Zoomobjektiv 28-80mm: (links im Bild) | Zoomobjektiv 28-80mm: (links im Bild) | Zoomobjektiv 28-80mm: (links im Bild) | Zoomobjektiv 28-80mm: (links im Bild) |
| ------------------------------------- | ------------------------------------- | ------------------------------------- | ------------------------------------- | ------------------------------------- | ------------------------------------- |
| eingestellte Entfernung: 1,2 m        | Blendenzahl                           | Brennweite                            | Brennweite                            | Brennweite                            | Brennweite                            |
| eingestellte Entfernung: 1,2 m        | Blendenzahl                           | 28 mm                                 | 35 mm                                 | 50 mm                                 | 70 mm                                 |
| Schärfebereich (in m)                 | 22                                    | 0,6 - ∞                               | 0,7 - 3,4                             | 0,9 - 1,7                             | 1 - 1,4                               |
| Schärfebereich (in m)                 | 8                                     | 0,9 - 1,9                             | 1 - 1,6                               | 1 - 1,4                               | 1,1 - 1,3                             |
| hyperfokale Entfernung (in m)         | 22                                    | 1,2                                   | 1,8                                   | 3,7                                   | 7,3                                   |
| hyperfokale Entfernung (in m)         | 8                                     | 3,3                                   | 5,1                                   | 10,5                                  | 20,5                                  |

| Zoomobjektiv 80-200mm: (rechts im Bild) | Zoomobjektiv 80-200mm: (rechts im Bild) | Zoomobjektiv 80-200mm: (rechts im Bild) | Zoomobjektiv 80-200mm: (rechts im Bild) | Zoomobjektiv 80-200mm: (rechts im Bild) | Zoomobjektiv 80-200mm: (rechts im Bild) | Zoomobjektiv 80-200mm: (rechts im Bild) |
| --------------------------------------- | --------------------------------------- | --------------------------------------- | --------------------------------------- | --------------------------------------- | --------------------------------------- | --------------------------------------- |
| eingestellte Entfernung: 10 m           | Blendenzahl                             | Brennweite                              | Brennweite                              | Brennweite                              | Brennweite                              | Brennweite                              |
| eingestellte Entfernung: 10 m           | Blendenzahl                             | 80 mm                                   | 100 mm                                  | 135 mm                                  | 150 mm                                  | 200 mm                                  |
| Schärfebereich (in m)                   | 22                                      | 4,9 - ∞                                 | 6 - 30,5                                | 7,3 - 15,8                              | 7,7 - 14,2                              | 8,6 - 12                                |
| Schärfebereich (in m)                   | 16                                      | 5,7 - 39,1                              | 6,8 - 19,1                              | 7,9 - 13,5                              | 8,3 - 12,7                              | 9 - 11,3                                |
| Schärfebereich (in m)                   | 11                                      | 6,5 - 21,1                              | 7,5 - 15,1                              | 8,5 - 12,3                              | 8,7 - 11,7                              | 9,2 - 10,9                              |
| hyperfokale Entfernung (in m)           | 22                                      | 9,5                                     | 14,8                                    | 27                                      | 33,3                                    | 59,1                                    |
| hyperfokale Entfernung (in m)           | 16                                      | 13,4                                    | 20,9                                    | 38,1                                    | 47                                      | 83,5                                    |
| hyperfokale Entfernung (in m)           | 11                                      | 18,9                                    | 29,6                                    | 53,8                                    | 66,4                                    | 118,1                                   |